# Asians
Els asians o asis (llatí asiani o asii) foren una tribu escita de l'Àsia central, a l'est de la mar Càspia. Són esmentats per Estrabó que diu que la regió de Bactriana fou conquerida pels escites que vivien al nord del Iaxartes (els asioi, pasianoi, tocharoi i sakarauloi). Pompeu Troge només esmenta als sarauces (saraucae) i asians (asiani) com a conqueridors, però després esmenta als tocaris (tocharii) i suggereix que els asiani van dominar als tocaris i van ser el clan dirigent en el moment de la conquesta. El rei Fraates II de Pàrtia va demanar ajut als escites contra Antíoc VII Sidetes i els escites van derrotar el rei selèucida però llavors van assolar Pàrtia i van matar a Fraates II (127). Apol·lodor d'Artemita va estar personalment a Bactriana i la terra dels escites.
Les fonts xineses expliquen una mica més: els xiongnu van expulsar els yuezhi de la província de Kansu, i van emigrar cap a Sogdiana i Bactriana i van enderrocar al regne grec de Bactriana vers 130 aC. Aquest asii o asianii, i els tocharii i altres estan clarament identificats com grups dels yuezhi.
Una part dels asians es va establir a la zona de la mar Càspia i es van barrejar amb els alans. Al segle I els asiai apareixen a la zona del riu Don entre les tribus sàrmates; una altra branca del grup foren probablement els iastai de la mateixa zona; els astacae o astocae són esmentats entre els pobles vivint al Iaxartes però podria ser un error per asiotae. A l'època medieval les tribus anomenades "as" i "alans" semblen sinònims de la mateixa cosa i a força evidències que això era així. Els ossets descendents dels alans deriven el seu nom d'Os (variant d'As). L'emperador romà d'Orient Constantí VII Porfirogènit al segle x distingeix entre Àzia un dels petits principats del Caucas del Nord dirigit per arconts locals, i Alània regit per un rei (exousiastēs).